# Barbara Allen
Barbara Allen, geboren als Peggy Joye Tunnell (Zuni (Virginia), 1936), is een Amerikaanse countryzangeres, die vooral bekend werd door haar optredens in het radioprogramma Grand Ole Opry.

## Biografie
Allen raakte tijdens haar middelbareschooltijd geïnteresseerd in muziek. Na het behalen van haar diploma gaf zij haar eerste optredens. Tijdens een van deze optredens werd zij ontdekt door een agent van Decca Records, die een contract voor haar regelde. Niet veel later bracht zij haar eerste single Between Now and Then uit, in 1958 gevolgd door haar tweede album From Midnight till Dawn. In hetzelfde jaar koos Billboard haar als een van de drie meest veelbelovende vrouwen in de countrymuziek. Ze gaf haar Grand Ole Opry-optredens naast de sterren van die tijd, zoals Anita Carter, The Everly Brothers en George Morgan. Allen trok zich daarna terug in haar geboortestad Zuna, waar ze de eropvolgende jaren een gezin stichtte. In 1959 keerde ze echter terug in het muziekcircuit en trad ze op in New Dominion Barn Dance, een radioprogramma uit Richmond.